# دايسوكي ساتو (لاعب كرة قدم)
دايسوكي ساتو (20 سبتمبر 1994 بدافاو في الفلبين - ) هو لاعب كرة قدم فلبيني في مركز الظهير. شارك مع منتخب الفلبين لكرة القدم. أما مع النوادي، فقد لعب مع نادي غلوبال.

## وصلات خارجية
- دايسوكي ساتو على موقع قاعدة بيانات كرة القدم.إي يو (الإنجليزية)
- دايسوكي ساتو على موقع ناشيونال فوتبول تيمز (الإنجليزية)
- دايسوكي ساتو على موقع Soccerway.com (الإنجليزية)
- دايسوكي ساتو على موقع عالم كرة القدم.نت (الإنجليزية)